# Vučje
Vučje je varoš u sastavu u grada Leskovca, Jablanički upravni okrug, Srbija. Prema popisu iz 2022. godine u Vučju je živjelo 2553 stanovnika. Nekada je Vučje bilo jedan od centara poznate leskovačke teksilne industrije.